# Wiederbegegnung
Wiederbegegnung ist eine Erzählung von Anna Seghers, die zusammen mit der Erzählung Steinzeit 1977 in Berlin erschien.
Zumeist in leiseren Tönen wird eine Tragödie vorgetragen. Mit unsäglicher Mühe erhebt sich die Liebe des spanischen republikanischen Ehepaares Celia und Alfonso Varela über die franquistische Repression.

## Hintergrund
Anno 1939, nach dem Sieg General Francos über die spanischen Republikaner, fliehen die Verlierer in Scharen über die Pyrenäen nach Frankreich. Etliche dieser Flüchtlinge sammeln sich darauf in Mexiko. Zu ihnen gehört Celia. Die Heldin dieser Liebesgeschichte war im Stab der Bürgerkriegsarmee als Schreibkraft tätig gewesen.

## Form
Alfonso, einer der Helden von Teruel, tritt kaum in Erscheinung. Eigentlich wird nur die Flucht Celias über Frankreich nach Mexiko, die Rückkehr auf dem umgekehrten Wege nach Spanien und das gefahrenvolle Warten dort auf den geliebten Ehemann erzählt. Es kommt zu drei Begegnungen des Paares. Die erste in Amerika dauert ganze drei Tage. Die restlichen zwei – Augenblicks-Begegnungen in Franco-Spanien – sind lebensgefährlich.
Manchmal erlaubt sich die Autorin eine ganz kleine Aberration. Da bleibt die Erzählerin nicht strikt bei Celia wie sonst immer, sondern lässt zum Beispiel Alfonso während der letzten furchtbaren Begegnung auf seinem Transport in das nächste Gefängnis denken: „Warum zeigt sie mir unser Kind nicht?“
Anna Seghers flicht Autobiographie ein: „Während ich [in Mexiko-Stadt] im Krankenhaus lag, war Hitler an der Wolga geschlagen worden.“ Und sie erteilt Geschichtsunterricht: „Die Zeit, die man  Drôle de guerre nannte,...“

## Inhalt
Zur ersten der drei oben genannten Begegnungen der beiden kommunistischen Eheleute kommt es Ende August 1944 am Stadtrand von Taxco de Alarcón, als Alfonso, illegal in Spanien arbeitend, zum Rapport nach Mexiko zitiert wird. Das Ehepaar zeugt in Taxco ein Kind. Anna Seghers schreibt: „Sie gingen in ihr Heim, das war jetzt das kleine gastliche Haus mit dem Garten. Ein Wunder, daß sie einander gefunden hatten zwischen Leben und Tod in der geborstenen, wirren Welt. Der folgende Tag war so schön, wie noch keiner gewesen war.“ Als Alfonso nach Spanien abreist, wünscht er sich ein Wiedersehen dort in der Heimat. Im Frühjahr 1945 wird Luisa geboren.
Celia kehrt mit der inzwischen vierjährigen Tochter – das Kind hat Alfonsos helle Augen – auf der Suche nach dem Familienvater in die spanische Heimat zurück. Alfonso arbeitet dort immer noch illegal. Franco lässt die Republikaner ohne Erbarmen verfolgen. Celia weiß, ein Treff der kleinen Familie birgt Gefahr. Die junge Mutter arbeitet ebenfalls illegal in einer republikanischen Widerstandsgruppe. Im Februar 1951 begegnen sich die Varelas das zweite Mal. Der Mann, mit dem Celia bei dem Treff Parolen austauschen soll, ist zu ihrer Überraschung Alfonso. Er wittert Gefahr, blickt seine Frau nicht einmal an und geht mit den Worten: „Wie schade, vielen Dank.“ Anna Seghers schreibt: „Geschehen war, was er sich gewünscht hatte, Jahr um Jahr, Tag um Tag.“
Celia will Alfonso unbedingt wiedersehen. 1954 erreicht sie endlich ihr Ziel nach stetem Bemühn; bekommt ihren – freilich gefangenen und frisch operierten – Mann das dritte Mal zu Gesicht. Diesmal erwidert der ausgezehrte, alt gewordene, fast unkenntliche Alfonso den Blick seiner Frau „mit einer Spur Lächeln“ aus seinen hellen Augen. Celia ist „verzweifelt und glücklich“.
Ein ganzes langes Jahr danach spricht Celia einem Mitkämpfer gegenüber Alfonsos ungewisses Schicksal bedachtsam an. So wie es am Textanfang Vermutungen über den bekannten Untergrundkämpfer Alfonso von allen Seiten der zahlreichen Exilspanier in Mexiko hagelte, so bleibt sein heimatlicher Lebensweg schließlich im Dunkel.

## Rezeption
Neugebauer schreibt zu dem Dilemma der zwei Widerstandskämpfer, beide bezahlten mit dem „Zusammenleben von Mann und Frau“. Er bringt die rigorose Behandlung jener Thematik durch Anna Seghers zur Sprache. Hilzinger prononciert die Trauer der Verlierer – also der spanischen Republikaner.

### Ausgaben
- Wiederbegegnung. S. 583–656 in: Anna Seghers: Erzählungen 1963–1977. (Die Kraft der Schwachen (Agathe Schweigert. Der Führer. Der Prophet. Das Schilfrohr. Wiedersehen. Das Duell. Susi. Tuomas beschenkt die Halbinsel Sorsa. Die Heimkehr des verlorenen Volkes) Das wirkliche Blau. Überfahrt. Sonderbare Begegnungen (Sagen von Unirdischen. Der Treffpunkt. Die Reisebegegnung) Steinzeit. Wiederbegegnung) Band XII. Gesammelte Werke in Einzelausgaben. Aufbau-Verlag, Berlin 1981 (2. Aufl.), 663 Seiten, ohne ISBN (verwendete Ausgabe)

### Sekundärliteratur
- Heinz Neugebauer: Anna Seghers. Leben und Werk. Mit Abbildungen (Wissenschaftliche Mitarbeit: Irmgard Neugebauer, Redaktionsschluss 20. September 1977). 238 Seiten. Reihe „Schriftsteller der Gegenwart“ (Hrsg. Kurt Böttcher). Volk und Wissen, Berlin 1980, ohne ISBN
- Kurt Batt: Anna Seghers. Versuch über Entwicklung und Werke. Mit Abbildungen. 283 Seiten. Reclam, Leipzig 1973 (2. Aufl. 1980). Lizenzgeber: Röderberg, Frankfurt am Main (Röderberg-Taschenbuch Bd. 15), ISBN 3-87682-470-2
- Andreas Schrade: Anna Seghers. Metzler, Stuttgart 1993 (Sammlung Metzler Bd. 275 (Autoren und Autorinnen)), ISBN 3-476-10275-0
- Sonja Hilzinger: Anna Seghers. Mit 12 Abbildungen. Reihe Literaturstudium. Reclam, Stuttgart 2000, RUB 17623, ISBN 3-15-017623-9
- Josefina Sandoval: México in Anna Seghers' Leben und Werk. 1940–1947. Wissenschaftlicher Verlag Berlin, 2001 (Diss. FU Berlin). ISBN 3-932089-67-7